# Джусова Маргарита Вадимівна
Маргари́та Вади́мівна Джусова — українська стрибунка в воду. Проживає у місті Запоріжжя.
Вихованка СДЮШОР «Мотор-Січ».

## Спротивні досягнення
- 2015 року на Європейських іграх у Баку в синхронних стрибках з 3-метрового трампіна здобула срібну нагороду разом з Діаною Шелестюк.